# ビクトリアの滝国立公園

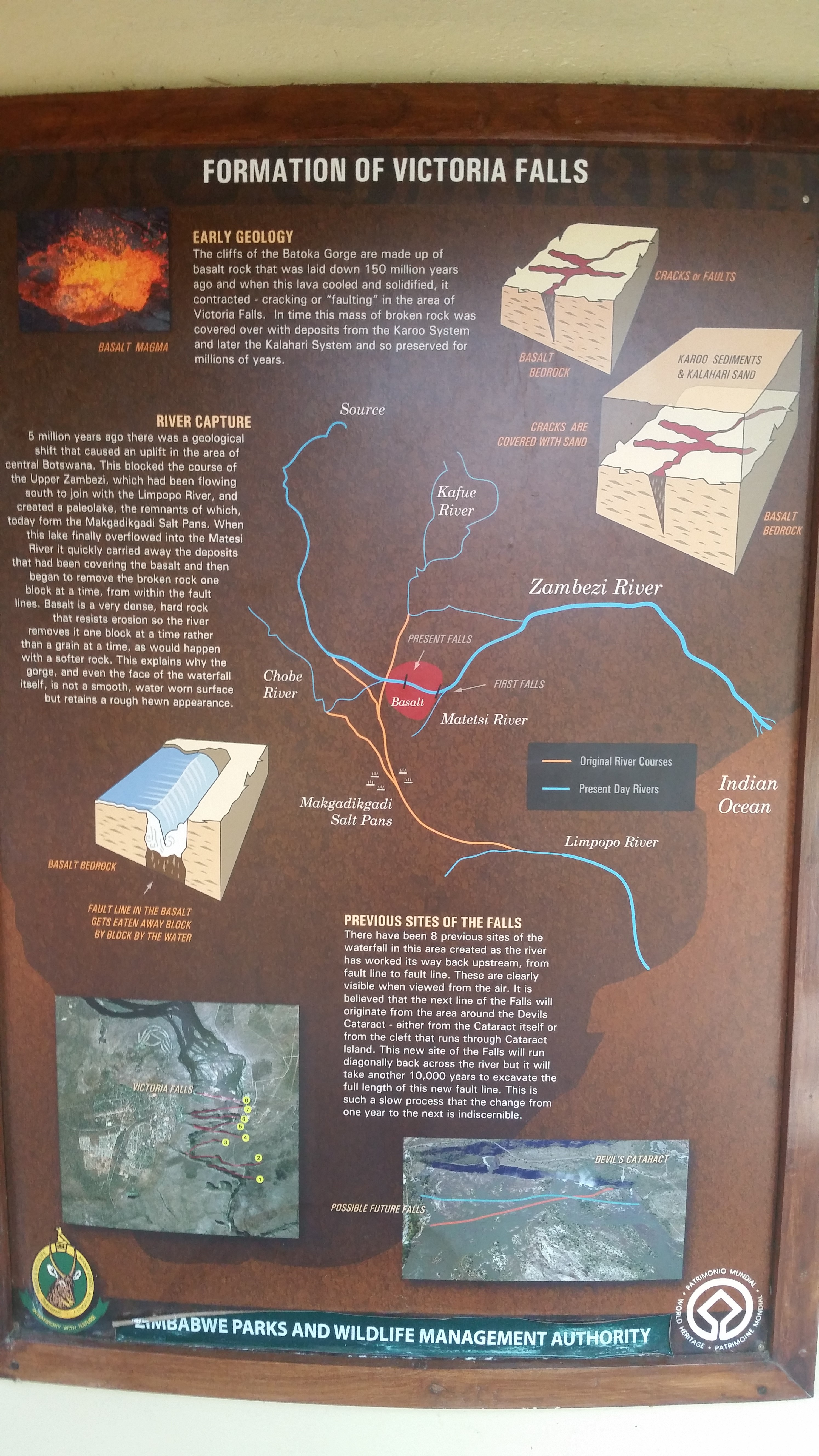
ビクトリアの滝国立公園標識

西北ジンバブエのビクトリアの滝国立公園（Victoria Falls National Park）は、世界的に有名なヴィクトリアの滝地域のザンベジ川南岸と東岸を保護している。滝の上流約6キロメートルの広大なザンベジ国立公園から滝の下流約12キロメートルにかけてのザンベジ川沿いに広がっている。

## 自然
公園の有名な特徴は、この地域の他の場所では見られないシダ植物やヤシ、リアナのつる性植物、マホガニーのような沢山の木など滝の水しぶきで育つ多雨林である。公園はザンビア・モパネ森林地帯エコリージョンにある。モパネの森林のほかにミオンボの植生も見られる。
来訪者にはサファリを運転したり歩く間にアフリカゾウやアフリカスイギュウ、ミナミシロサイ、カバ、イランド、様々なレイヨウの群れを見る機会がある。ナイルワニの日光浴が川で見られるかも知れないし、近くのワニ牧場がこの危険な動物を安全に見られるようにしてくれる。
一帯にはモパネ、Ficus sur、オリーブの亜種のOlea europaea subsp. cuspidata、Trichilia emetica、セネガルヤシ、Ilex mitis、アカテツ科などの植物が生え、アフリカゾウ、アフリカスイギュウ、カバ、レイヨウ、ナイルワニのほかにライオン、ヒョウ、クロサイ、キリン、シマウマ、イボイノシシ、ヒヒ、サル、ハヤブサ類、タカ類、ナベコウ、サギ類などの動物も生息している。2013年にラムサール条約登録地となった。
ザンベジ国立公園のキャンプ場や公園の西端を形成するヴィクトリアフォールズとその周辺の数多のリゾートやホテルに宿泊できる。
来訪者はマラリアに対する予防策を講じる必要がある。